# Sowjetische Badmintonmeisterschaft 1977
Die Sowjetische Badmintonmeisterschaft 1977 fand vom 25. bis zum 27. Oktober 1977 in Rostow am Don statt.

## Die Sieger und Platzierten
| Disziplin    | Gold                                 | Silber                                | Bronze                                 |
| ------------ | ------------------------------------ | ------------------------------------- | -------------------------------------- |
| Herreneinzel | Anatoli Skripko                      | Nikolay Peshekhonov                   | Vyacheslav Shukin                      |
| Dameneinzel  | Alla Zvonareva                       | Irina Asovkina                        | Larissa Beljutina                      |
| Herrendoppel | Vladimir Nikiforov Viktor Shvachko   | Vyacheslav Shukin Alexander Sumarokov | Konstantin Vavilov Nikolay Peshekhonov |
| Damendoppel  | Nadezhda Litvincheva Alla Prodan     | Vera Ramilzeva Svetlana Belyasova     | Alla Zvonareva Natalja Maxakova        |
| Mixed        | Viktor Shvachko Nadezhda Litvincheva | Alexander Gutko Vera Ramilzeva        | Anatoli Skripko Larissa Rogatneva      |